# Yelü Dashi
Yelü Dashi, noto anche come Yeh-Lü Ta-Shih (in cinese 耶律達實T, 耶律大石S, Yēlǜ DàshíP; 1087 – 1143), (r. 1124-1143) è stato il fondatore della dinastia Liao occidentale, anche nota come Khanato Kara Khitay.
Yelü era un membro della famiglia reale dei Liao, una dinastia tribale khitan che controllava vaste aree della Mongolia interna, della Mongolia esterna e della Manciuria dal X secolo. I Liao erano stati in precedenza cacciati dalle loro terre di origine dai Jurchen, una popolazione di Tungusi della Manciuria. Yelü condusse quindi diverse migliaia di seguaci e sudditi verso l'occidente, in Turkestan. Yelü giunse così nel 1124 presso la capitale degli Uiguri, Beshbaliq. Gli Uiguri, vassali tradizionali dei Khitan, si sottomisero a lui. In seguito Yelü organizzò un esercito di Uiguri, Tibetani, Qarluq, cominciando una politica aggressiva contro i suoi vicini, ottenendo il controllo dell Zungaria.
Yelü strinse relazioni amichevoli con la dinastia Xia occidentale e con i principi buddisti del Karakorum. Mantenne invece uno status conflittuale con i Kara Khanidi, che giunse a soggiogare nel 1137, incorporando i loro territori. La sua avanzata non si fermò e giunse ad attaccare i suoi nuovi confinanti occidentali, i Turchi selgiuchidi, ai quali sottrasse la Sogdiana, la Battria, la Corasmia, entrando a Samarcanda nel 1141. L'Impero selgiuchide entrò da allora in uno stato di caos interno.
Le campagne condotte contro le potenze musulmane dell'Asia Centrale e i buoni rapporti instaurati con la comunità nestoriana, sono probabilmente alla base della leggenda del Prete Gianni. Yelü morì nel 1143, signore principale dell'Asia Centrale. La dinastia da lui iniziata sarebbe sopravvissuta fino alla conquista mongola, avvenuta nel 1218.